# 埃爾金鎮區 (內布拉斯加州安蒂洛普縣)
埃爾金鎮區（英語：Elgin Township）是位於美國內布拉斯加州安蒂洛普縣的一個行政鎮區。

## 地方資料
埃爾金鎮區的面積為92.75平方千米，當中陸地面積為92.74平方千米，而水域面積為0.01平方千米。根據2020年美國人口普查的數據，當地共有人口62人，而人口密度為每平方千米0.67人。